# Waseca
Waseca település az Amerikai Egyesült Államok Minnesota államában, Waseca megyében, melynek megyeszékhelye is. Lakosainak száma 9229 fő (2020. április 1.).

## Népesség
A település népességének változása:

| 2010 | 9 410 |
| 2020 | 9 229 |